# Córrego Danta

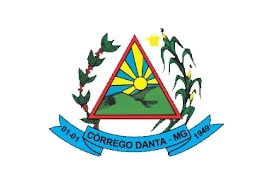
Bandera de Córrego Danta.

Córrego Danta es una pequeña ciudad localizada en la provincia de Minas Gerais, en Brasil. Esta ciudad ya fue un distrito de una otra ciudad, Luz, hasta que se emancipó en 1 de enero de 1949. Está situada en la región centro-oeste de Minas Gerais, en una región llamada Alto del San Francisco, por causa de su elevada altitud y la proximidad con el manantial de esto río. Córrego Danta tiene alrededor de 3400 habitantes y tiene 656,88 km² de área, haciendo de ésta una de las menores ciudades en su provincia. Próximo de Córrego Danta, están las ciudades de Luz, Bambuí, Tapiraí, Campos Altos, Santa Rosa da Serra y Estrela do Indaiá.

## Historia
Según la historia de la ciudad, en el año de 1868 la pequeña villa fue elevada a un distrito de Luz, ganando el nombre de "São José do Córrego Danta" (algo como "San José del Córrego Danta). Fue renombrada en 1923 ganando el nombre de Córrego Danta, pero apenas en 1949 se tornó una ciudad separada de Luz. Córrego Danta significa "Arroyo de los Tapirus", nombre que viene de la existencia, en el período colonial, de grupos de estos animales en las márgenes del arroyo que pasa por la ciudad.

## Economía
La principal actividad económica es la agricultura, la plantación de café, la caña de azúcar y la cría de ganado para la producción de leche. La hidrografía es marcada por arroyos como el Arroyo de las Araras, Arroyo de los Tapirus así como ríos, como el río de la Perdición y el río Indaiá. Todos son de la cuenca del San Francisco.